# Hal Foster (fumettista)
Harold Rudolf Foster, noto inizialmente come Harold R. Foster, poi semplicemente Hal Foster (Halifax, 16 agosto 1892 – Spring Hill, 25 luglio 1982), è stato un fumettista canadese naturalizzato statunitense.
È stato il primo disegnatore della trasposizione in strisce a fumetti di Tarzan e creatore della serie di  Prince Valiant.

## Carriera
Harold R. Foster nacque a Halifax, nella provincia della Nuova Scozia (Canada), il 16 agosto 1892. A 18 anni si guadagnava da vivere con incontri di boxe. Eccelleva in vari sport: hockey, rugby, football americano, baseball e lacrosse.
Dopo la morte del padre, si trasferì con la madre, il fratello e il nuovo patrigno a Winnipeg (Manitoba, Canada); per problemi economici dovette lasciare la scuola ma cercò di formarsi comunque una cultura da autodidatta, dedicandosi anche al disegno e studiando le opere dei pittori e degli illustratori dell'epoca. A 18 anni ottenne il suo primo impiego come disegnatore presso la Hudson's Bay Company di Winnipeg, per la quale realizzò un catalogo di vendite per corrispondenza.
Sposatosi con Helen Wells e con due figli da mantenere, per far fronte alla crisi economica che investì il Canada intorno al 1915, decise di sfruttare la sua buona conoscenza dei boschi e divenne prima guida e poi cacciatore d'oro nelle regioni dell'Ontario occidentale e del Manitoba settentrionale; scoprì anche un filone abbastanza ricco vicino al lago Rice, ma gli fu negata la concessione e così fece ritorno a Winnipeg, dove riprese a disegnare, divenendo il primo pubblicitario locale. Tuttavia le poche prospettive offerte dalla piccola cittadina non potevano dargli soddisfazione. Decise quindi di trasferirsi a Chicago, inizialmente senza la famiglia, per poter affrontare la spesa non indifferente. Addirittura compì il viaggio fino a Chicago (ben 1600 km) in bicicletta insieme a un amico.
A Chicago, mentre lavorava per la Jahn & Oliver Engraving Company, frequentò dei corsi al Chicago Art Institute, alla National Academy of Design e alla Chicago Academy of Fine Arts, cominciando a inserirsi nell'ambiente dei professionisti dell'illustrazione. Divenne presto collaboratore dell'importante studio Palese Young e realizzò delle copertine per la rivista Popular Mechanics. Alla fine degli anni venti iniziò a lavorare per la Detroit Campbell-Ewald Agency. Fu Joseph H.Neebe, della Campbell-Ewald Advertising Company, che conosceva bene il talento di Foster, a volerlo come disegnatore dell'adattamento a fumetti del primo romanzo di Tarzan delle Scimmie (Tarzan of the Apes) di Edgar Rice Burroughs.
Neebe presentò al magnate dell'editoria William Randolph Hearst un portfolio di ben 64 pagine: il progetto prevedeva 60 strisce quotidiane di cinque vignette ognuna, con il testo presentato in brevi didascalie in calce alle vignette. Hearst non apprezzò il materiale che gli era stato proposto e Neebe si rivolse allora all'agenzia Metropolitan di New York. Il 7 gennaio 1929 tredici quotidiani americani iniziarono a pubblicare le strisce di Tarzan delle Scimmie, che nell'agosto dello stesso anno furono raccolte nel primo volume di The Illustrated Tarzan Book edito da Grosset & Dunlap.
Foster, che vedeva la sua esperienza nel campo dei fumetti come temporanea, tornò alla pubblicità. Come suo sostituto fu scelto Rex Hayden Maxon, che però non incontrò i favori di Neebe e Burroughs, sia per la scarsa qualità del disegno sia per la sua scelta di rivolgersi primariamente al pubblico infantile. Anche spinto dalla Grande Depressione del 1929 che mandò in crisi tutto il settore pubblicitario, Foster decise suo malgrado di tornare ai fumetti e nel 1931 accettò di realizzare le tavole domenicali di Tarzan. Ben presto cominciò anche a intervenire sulle sceneggiature e a sottoporre propri soggetti.
Nel 1932 Foster iniziò “The Egyptians Saga”, una sequenza che si protrasse per due anni e che aveva per protagonisti un gruppo di antichi egizi vissuti isolati dal resto del mondo. A metà degli anni trenta Foster era ormai desideroso di creare un proprio personaggio, da poter gestire autonomamente. Nacque così nel 1934 la prima tavola dedicata a un personaggio medievale ancora senza nome (sembra che Foster pensasse a Prince Arn). Nei due anni successivi, il disegnatore approfondì le proprie conoscenze del periodo medievale,che si intravidero anche nelle illustrazioni di “Tarzan e i vichinghi perduti”. Le prime trenta tavole del nuovo personaggio furono proposte alla King Features Syndicate, l'agenzia di William Randolph Hearst, e fu il direttore, Joe Connely, a proporre il titolo di “Prince Valiant”. La prima uscita della nuova serie risale al 13 febbraio 1937. Tarzan continuò ad uscire a sua firma per 11 settimane dopo il lancio di Prince Valiant.
Molti illustratori trovarono ispirazione dallo stile particolarissimo di Foster, fra cui Alex Raymond, Lou Fine, Frank Frazetta, Al Williamson, Wayne Boring e Mark Shultz.
La realizzazione di ogni episodio di Prince Valiant nell'edizione domenicale del giornale richiedeva almeno 60 ore di lavoro, e tutto era estremamente curato, dai dialoghi all'ambientazione.
Nel 1971, dopo ben 1789 pagine di Prince Valiant, Foster abbandonò l'incarico e il fumetto fu portato avanti da John Cullen Murphy. Morì, infine, nel 1982.

### Fumetti
- Tarzan
- Derek Son of Thane divenne poi Principe Valiant

### Libri
- Tarzan a colori vol.1 (striscia a fumetti 1931-1932, Dark Horse Comics) pag. 64, Planeta DeAgostini
- Tarzan a colori vol.2 (striscia a fumetti 1932-1933, Dark Horse Comics) pag.64, Planeta DeAgostini
- Tarzan a colori vol.3 (striscia a fumetti 1933-1934, Dark Horse Comics) pag.64, Planeta DeAgostini EAN 9788467447019
- Tarzan a colori vol.4 (striscia a fumetti 1934-1935, Dark Horse Comics) pag.64, Planeta DeAgostini EAN 9788467447026
- Tarzan a colori vol.5 (striscia a fumetti 1935-1936, Dark Horse Comics) pag.64, Planeta DeAgostini EAN 9788467447033
- Tarzan a colori vol.6 (striscia a fumetti 1936-1937, Dark Horse Comics) pag.64, Planeta DeAgostini
- (EN)  Prince Valiant Vol. 1 (1937-1938) pag.120, Fantagraphics Books EAN 9781606991411
- (EN)  Prince Valiant Vol.2 (1939-1940) pag.112, Fantagraphics Books EAN 9781606993484
- (EN)  Prince Valiant Vol.3 (1941-1942) pag.112, Fantagraphics Books EAN 9781606994078
- (EN)  Prince Valiant Vol.4 (1943-1944) pag.112, Fantagraphics Books EAN 9781606994559
- (EN)  Prince Valiant (1963-1964) pag.48, Fantagraphics Books EAN 9780930193379
- (EN)  Hal Foster: Prince of Illustrators, Father of the Adventure Strip pag.176, Alpen Editions EAN 978-1887591256